# Операция „Бодигард“
Операция „Бодигард“ е дезинформационна операция на Съюзниците през Втората световна война, целяща да заблуди командването на Германия за времето и мястото на съюзническото нападение в Западна Европа през 1944 година.
Планът, представен на Техеранската конференция и одобрен малко по-късно в края на 1943 година, включва множество координирани операции, които да убедят германците, че нападението ще бъде осъществено по-късно от действително планираното време, както и че то може да стане на различни места, като Па дьо Кале, Балканите, Южна Франция, Норвегия, както и чрез съветски атаки в България и северна Норвегия. Операцията постига успех и Десантът в Нормандия изненадва германското командване. Дори след неговото начало, германците продължават да го смятат за диверсионна операция и забавят прехвърлянето на подкрепления от Па дьо Кале.